# Zinaida Stahurskaya
Zinaida Vladimirovna Stahurskaya (nome original: Зинаида Владимировна Стагурская; também escrito como Zinaida Stagurskaya, Zinaida Stahurskaia ou Zinaida Stagourskaya; 9 de fevereiro de 1971 — 25 de junho de 2009) foi uma ciclista olímpica bielorrussa.
Representou sua nação nos Jogos Olímpicos de Verão de 1992, 1996 e 2004.
Stahurskaya faleceu em 2009, após ser atingida por um carro enquanto treinava. Sua morte ocorreu no mesmo dia em que o cantor Michael Jackson faleceu.